# Harald Laurich
Harald Johannes Otto Laurich (* 9. Jänner 1920 in Judenburg; † 23. August 1995 in Graz) war ein österreichischer Lehrer, Volksschuldirektor und Politiker (SPÖ).
Vom 3. Juli 1968 bis zum 31. März 1981 gehörte er dem steirischen Landtag in vier Gesetzgebungsperioden als Landtagsabgeordneter an.

## Leben
Harald Laurich wurde am 9. Jänner 1920 als Sohn des Kaufmanns Otto Ignaz Wilhelm Laurich (* 30. Dezember 1893 in Judenburg; † 14. September 1955 in Leoben) und dessen Ehefrau Zäzilia (auch Cäcilia oder Cäzilia geschrieben; geborene Ofner; * 9. November 1895 in Mitterdorf bei St. Peter ob Judenburg; † 19. Jänner 1969 in Graz) in Judenburg geboren und am 25. Jänner 1920 auf den Namen Harald Johannes Otto getauft. Seine Eltern hatten am 18. Mai 1919 in der Pfarrkirche St. Peter ob Judenburg geheiratet. Am 10. Juni 1935 wurde er in Graz-Mariahilf gefirmt. Nicht einmal vier Jahre später, am 22. Februar 1939, trat der damals 19-Jährige aus der katholischen Kirche aus (Apostasie). Am 22. August 1944 heiratete er standesamtlich und kirchlich in Leoben in erster Ehe Frieda Gertrud Bartmann. Aus dieser Ehe entstammt eine Tochter.
Nach dem Besuch der Volks- und der Hauptschule maturierte Laurich 1939 in Graz. In weiterer Folge absolvierte er während des Zweiten Weltkriegs seinen Kriegsdienst bei der Luftwaffe der Wehrmacht und besuchte nach Kriegsende den Abiturientenkurs an der Lehrerbildungsanstalt in Graz. Danach unterrichtete er an der Volksschule in Kammern im Liesingtal und wechselte 1948 nach St. Stefan ob Leoben, wo er auch seine kommunalpolitische Laufbahn begann. Zwischen 1950 und 1952 hatte er das Amt des Vizebürgermeisters der kleinen obersteirischen Gemeinde inne und zog anschließend nach Schladming, wo er ab 1. Oktober 1952 bis zu seiner Pensionierung als Volksschuldirektor amtierte. Auch im steirischen Ennstal war der gebürtige Murtaler für die Sozialdemokraten erfolgreich politisch aktiv. 1955 wurde der Gemeindekassier zum Bürgermeister von Schladming gewählt und hatte dieses Amt bis ins Jahr 1969 inne. In seine Amtszeit fiel unter anderem die Städtepartnerschaft mit der zentralfranzösischen Gemeinde Felletin.
Im Jahr zuvor schaffte er zudem den Einzug in die steirischen Landtag, dem er daraufhin bis zu seinem Ausscheiden am 31. März 1981 in vier verschiedenen Gesetzgebungsperioden (VI., VII., VIII. und IX.) über einen Zeitraum von fast 13 Jahren angehörte und auch in verschiedenen Ausschüssen als Mitglied und Ersatzmitglied saß. Ebenfalls 1968 war Laurich, der auch Mitglied im Bundesparteivorstand der SPÖ war, zum Bezirksobmann der Sozialdemokraten in Liezen gewählt worden. Gleichzeitig war er auch Stadtparteiobmann der SPÖ in Schladming. Nach dem Ausscheiden aus dem Landtag und damit aus der Landespolitik war Laurich noch bis 1988 als Vizepräsident des Landesschulrates aktiv. Für sein langjähriges Wirken wurde ihm 1971 der Berufstitel Oberschulrat (OSR) verliehen.
Am 23. August 1995 starb Laurich 75-jährig in Graz.